# Ian Halperin
Ian Halperin (Montreal, 17 de agosto de 1964) es un periodista, escritor y cineasta canadiense.

## Carrera
Su libro de 2009 Unmasked: The Final Years of Michael Jackson encabezó la lista de superventas del New York Times el 24 de julio de 2009. Meses antes de la muerte de Michael Jackson en 2010, Halperin ya había anunciado el delicado estado de salud del artista. Es autor o coautor de varios libros investigativos sobre celebridades, como Celine Dion: Behind the Fairytale, Fire and Rain: The James Taylor Story y Hollywood Undercover. Junto con Max Wallace escribió los libros Who Killed Kurt Cobain? y Love and Death: The Murder of Kurt Cobain.
Como cineasta, ha dirigido varios documentales, entre los que destacan Gone Too Soon sobre la muerte de Michael Jackson, Chasing Gaga sobre la carrera de la cantante Lady Gaga, Broken: The Incredible Story of Brangelina, acerca de la relación entre Brad Pitt y Angelina Jolie, y Wish You Weren't Here: The Dark Side of Roger Waters, en el que recoge reacciones de varios protagonistas ante las polémicas declaraciones del músico Roger Waters sobre Israel.

## Filmografía
- 2018 - Wish You Weren't Here: The Dark Side of Roger Waters
- 2018 - Broken: The Incredible Story of Brangelina
- 2012 - Chasing Gaga
- 2011 - Charlie Sheen: Hollywood Black Book
- 2010 - Gone Too Soon
- 2008 - His Highness Hollywood